# 张道沛
张道沛（？—？），徐州人，是一名清朝政治人物。贡生出身。
张道沛曾于康熙六十年（1721年）接替任宗延任延平府知府一职，雍正五年（1727年）由张兆凤接任。